# Comuna de Tureia
Tureia és una comuna de la subdivisió Tuamotu-Gambier de la Polinèsia Francesa.
La comuna de Tureia inclou cinc atols. A part de Tureia només és habitat l'atol de Tematangi; Vanavana és deshabitat, i Moruroa i Fangataufa estan cedits per fer proves nuclears. Geogràficament, la comuna de Tureia es troba just a l'antípoda de La Meca.
| Illes            | Capital  | Habitants (2007) | Superfície (km²) | Llacuna (km²) | Coordenades                                |
| ---------------- | -------- | ---------------- | ---------------- | ------------- | ------------------------------------------ |
| Tureia           | Fakamaru | 255              | 8,3              | 47            | 20° 50′ S, 138° 33′ O / 20.833°S,138.550°O |
| Fangataufa       | –        | 0                | 5                | 53            | 22° 15′ S, 138° 45′ O / 22.250°S,138.750°O |
| Moruroa          | –        | 0                | 15               | 148           | 21° 50′ S, 138° 55′ O / 21.833°S,138.917°O |
| Tematangi        | Tehakoro | 56               | 7,7              | 61            | 21° 40′ S, 140° 37′ O / 21.667°S,140.617°O |
| Vanavana         | –        | 0                | 2                | 3             | 20° 47′ S, 139° 9′ O / 20.783°S,139.150°O  |
| Comuna de Tureia | Fakamaru | 311              | 38               | 312           |                                            |

La població total era de 313 habitants al cens del 2002, uns 1.000 menys que sis anys enrere degut als efectius militars que han desallotjat la zona.